# Tóth Loon
Tóth Loon (Topolya, 1969. augusztus 6. – 2018. október 7.) magyar színművész, rendező.

## Életpályája
1969-ben született a Vajdaságban, Topolyán. Különleges keresztnevét egy regényhős után kapta, azzal a céllal, hogy könnyen megkülönböztethető legyen gyakori vezetékneve miatt. Már gyerekkorában súgóként dolgozott a Tanyaszínházban. Diplomáját az újvidéki Színművészeti Akadémián szerezte. 1991-1997 között a zalaegerszegi Hevesi Sándor Színház tagja volt. 1997-1998 között a Pinceszínházban és a Nemzeti Színházban szerepelt. 1998-tól haláláig a veszprémi Petőfi Színház színésze volt, ahol rendezett is. 2018-ban hunyt el leukémia következtében.
Felesége Péti Krisztina rendezőasszisztens, dramaturg.

## Színházi szerepei
- Huszka - Bakonyi - Martos: Bob herceg | Tom apó (2017)
- William Shakespeare: Sok hűhó semmiért | Boracchio (2017)
- Süle Zsolt – Szűcs László – Tóth Loon: Madarat tolláról | Pápista varjú (2017)
- David Seidler: A király beszéde | Cosmo Lang – Canterbury érseke (2017)
- Molnár Ferenc: A testőr | A kritikus (2016)
- Florimond Hervé - Albert Millaud: Nebáncsvirág | Robert Albertazzi, színigazgató (2016)
- Balázs Attila: A VoltEmber | Riporter / Mentős (2016)
- Friedrich Schiller: Ármány és szerelem | Von Kalb, udvarnagy (2016)
- Kocsák Tibor - Somogyi Szilárd - Miklós Tibor: Abigél | Püspök (2015)
- Szilágyi László – Eisemann Mihály: Tokaji aszú | Szeniczey Miklós (2015)
- Tóth Loon: SzínházJegyetem 2.0 | Vancsók Márió, a SzínházJegyetem alapító tanszékvezetője (2014)
- Henrik Ibsen: A vadkacsa | Relling, orvos (2014)
- Fred Ebb – Bob Fosse – John Kander: Chicago | Konferanszié (2014)
- William Shakespeare: Titus Andronicus | Marcus Andronicus, Titus öccse / Gót (2014)
- Móricz Zsigmond – Kocsák Tibor – Miklós Tibor: Légy jó mindhalálig! | Rendőrtiszt (2013)
- Örkény István: Sötét galamb | Dezső, Tarné öccse / Trenka Iván / Részeg / II. munkás (2013)
- Csukás István: Mirr-Murr, a kandúr | Slukk Ödön / Czirok / Kóbor macska (2013)
- Heltai Jenő: A tündérlaki lányok | Petrencey Gáspár (2013)
- Miroslav Krleza: Agónia | Süketnéma koldus (2013)
- Lehár Ferenc: A víg özvegy | Cascada (2013)
- Kálmán Imre: A montmartre-i ibolya | Jacob Rotchild, báró és mecénás (2013)
- Makszim Gorkij: Éjjeli menedékhely | Ferdenyakú (2013)
- Máté P. Gábor: A szerenád | Bor (2012)
- Pierre-Augustin Caron de Beaumarchais: Figaro házassága | Don Gusmann de Hübele (2011)
- Bertold Brecht: Koldusopera | Filch (2011)
- Jane Austen: Értelem és érzelem | Thomas Palmer (2011)
- Carlo Goldoni: Chioggiai csetepaté | Beppe, Tobi öccse (2011)
- Kocsák Tibor – Miklós Tibor: Anna Karenina | Háziorvos (2010)
- Mikszáth Kálmán – Benedek András – Karinthy Ferenc: A Noszty fiú esete Tóth Marival | Topsich gróf (2010)
- William Shakespeare: Szentivánéji álom | Sipák (2010)
- Csiky Gergely: Kaviár | Vendéglős (2009)
- Szabó Magda: Régimódi történet | Ifjabb és idősebb Hoffer Józsi (2009)
- Nagy Ignác – Parti Nagy Lajos: Tisztújítás | Schnaps, fogadós (2009)
- Dale Wasserman: Kaukkfészek | Warren ápoló (2009)
- Kosztolányi Dezső: Édes Anna | Tatár (2008)
- Mihail Bulgakov: Moliére (Álszentek összeesküvése) | Charles de la Grange, színész, gúnynevén ’Regiszter’ (2008)
- Zalán Tibor: Angyalok a tetőn | Farkas (2008)
- Szilágyi László – Eisemann Mihály: Én és a kisöcsém | Vas (2008)
- Anton Pavlovics Csehov: Cseresznyéskert | Jása (2008)
- William Shakespeare: Rómeó és Júlia | Páris (2007)
- Luigi Magni – Bernardino Zapponi – Vajda Katalin: Legyetek jók, ha tudtok! | Hóhér (2007)
- Molnár Ferenc: Színház | Burgundi fejedelem / Zeneszerző (2006)
- Pozsgai Zsolt: Hókirálynő | Pap / Tűzliliom / Rabló (2006)
- Dobozy Imre: A tizedes meg a többiek | Krasznavölgyi (2005)
- William Shakespeare: A windsori víg nők | Fogadós (2005)
- K. Halász Gyula – Eisemann Mihály: Fiatalság bolondság | Érdekes János (2005)
- Neil Simon: Pletyka | Glenn Cooper (2004)
- Carlo Goldoni: A komédiaszínház | Lilio, költő (2003)
- Litvai Nelly: Pinokkió | Meggyesorrú (2003)
- William Shakespeare: A makrancos hölgy, avagy hogyan szelídítsünk komisz nőt | Hortensio (Litio), páduai nemes, Bianca kérője (2003)
- Szophoklész: Oidipusz király Oidipusz Kolónoszban | Karvezető Kolónoszban (2002)
- Pozsgai Zsolt: A kölyök | Rendőr (2002)
- Romhányi József: Hamupipőke | XIII. Kétségbeesett Boldizsár király (2002)
- Nyikolaj Vasziljevics Gogol: A revizor | Revizor (2002)
- Emil Frantisek Burian: Svejk | Macuna / Hitelező (2001)
- Molnár Ferenc: Egy, kettő, három | Antal (2001)
- Per Olov Enquist: A tribádok éjszakája | Viggo Schiwe (2000)
- Tennessee Williams: Az ifjúság édes madara | George Scudder (2000)
- Gabnai Katalin: Táltos János | Garabonciás diák / Kisbíró (2000)
- Asztalos István – Kovács Attila: István | Vazul (2000)
- Georges Feydeau: Bolha a fülbe | Romain Tournel (2000)
- Alan Jay Lerner: My Fair Lady | Freddy (1999)
- Brandon Thomas: Charley nénje | Charley (1999)
- Bertold Brecht: Koldusopera | Szomorúfűz Walter (1998)
- Paul Pörtner: Hajmeresztő (1998)
- Joe Masteroff – John Kander – Fred Ebb: Kabaré | Clifford Bradshaw (Hevesi Sándor Színház)
- Paul Pörtner: Hajmeresztő | Tony Whitcomb, a Hajmeresztő szalon tulajdonosa (Hevesi Sándor Színház)
- Makszim Gorkij: Idelenn | Kisbors (Hevesi Sándor Színház)
- Illés Endre – Vas István: Trisztán (Hevesi Sándor Színház)
- Faragó Zsuzsa: Kalifornia blues | Rollo (Hevesi Sándor Színház)
- Mario Fratti: Az áldozat közbeszól | Kirk (Hevesi Sándor Színház)
- Mihail Sebastian: Névtelen csillag | Kalauz (Hevesi Sándor Színház)
- Móricz Zsigmond: Nem élhetek muzsikaszó nélkül | Viktor (Hevesi Sándor Színház)
- Pós Sándor – Presser Gábor – Adamis Anna: Képzelt riport egy amerikai popfesztiválról | Marianne férje (Hevesi Sándor Színház)
- Dale Wasserman: Kakukkfészek | Fredericks (Hevesi Sándor Színház)
- Trevor Griffiths: Komédiások | Ged Murray (Hevesi Sándor Színház)
- William Shakespeare: Lear király | Edmund, Gloucester törvénytelen fia (Hevesi Sándor Színház)
- Székely János: Caligula helytartója | Probus, egy másik, szemmel láthatóan germán származású segédtiszt (Hevesi Sándor Színház)
- Jókai Mór: A kőszívű ember fiai | Palvicz Ottó (Nemzeti Színház)
- Arthur Miller: A világ teremtése és egyéb ügyek | Káin (Újvidéki Színház)

## Rendezései
- Balázs Attila: A VoltEmber (2016)
- Kocsák Tibor - Somogyi Szilárd - Miklós Tibor: Abigél (2015)
- Trócsányi Gergő - Süle Zsolt: A világgal békémet mára megkötöttem... ÉS TE? (2015)
- Tóth Loon: SzínházJegyetem 2.0 (2014)
- Móricz Zsigmond - Kocsák Tibor - Miklós Tibor: Légy jó mindhalálig! (2013)
- Fernando Arrabal: Tábori piknik (2013)

## Film- és tévészerepei
- Egynyári kaland (2015–2017) - Lajos
- Testi mesék: Ingerelt gazdaság (2008) - miniszter
- Keresünk egy jobb hajót (1988) - Sz. Sz. Dollár